# Лебедянская крепость
Лебедянская крепость — исторические укрепления Лебедяни Липецкой области, впервые упомянутой в 1605 году. 
Археологические находки на Тяпкиной горе — месте строительства Лебедянской крепости — позволяют утверждать о существовании здесь поселения ещё в XII—XIV веках Деревянная крепость была выстроена на древнем городище в 1612—1613 годах после того, как в Лебедянь был прислан гарнизон. Уже летом 1613 года новую крепость занял казачий атаман Иван Заруцкий. Перед тем, как к Лебедяни подошёл отряд правительственных войск под началом воевод Ивана Одоевского и Мирона Вельяминова, Заруцкий разграбил и сжёг город. Вскоре началось восстановление крепости, однако в 1618 году после взятия соседнего Ельца запорожскими казаками гетмана Сагайдачного гарнизон Лебедяни бежал из города, а вместе с ним и население. Запорожцы вошли в покинутый город и разорили его. Новая крепость была срублена к 1627—1628 годам, когда была составлена её опись.
Крепость располагалась на высоком и крутом мысу (Тяпкиной горе) при впадении в Дон речки Городянка. Она состояла из Малого и Большого острогов. Малый острог (кремль) представлял собой в плане неправильный треугольник размером 106,5 х 64 м, был обнесён дубовой стеной и рвом с приступной стороны. Он повторял находился на территории древнего городища. Его стены венчали пять башен, две из которых были проездными. Внутри кремля находились деревянный Никольский собор, съезжая изба, воеводский двор, тюрьма, пороховой погреб и житница. К Дону из кремля вёл тайник. К Малому острогу примыкал Большой острог, который окружала острожная стена длиной 426 м и ров. В стене было семь башен, из которых трое было проездными — Егорьевская, Донковская и Покровская. В Большом остроге находилось осадные дворы местных дворян и детей боярских, кабацкая и таможенная избы и подворье Троицкой Яблоновой пустыни. Вокруг крепости располагались слободы служилых людей — Стрелецкая, Покровская и Пушкарская.
Лебедянь пережила крупный крымский набег в 1632 году. Пока основная часть крымского войска осаждала Ливны, один из отрядов численностью 1000 человек отделился и штурмовал Лебедянь, но был отбит. Гарнизон Лебедяни также отбил нападение крымцев в 1636 году. В 1663 году Лебедянскую крепость сильно повредил крупный пожар, после чего она была отстроена заново. Сгоревший Никольский собор был отстроен не в Малом, а в Большом остроге. Крепость была вновь отремонтирована в 1676—1677 годах. В 1703 году крепость, уже утратившая военное значение, сгорела в очередном пожаре и более не восстанавливалась. Земляные укрепления Лебедянской крепости сохранялись до конца XVIII века, когда были раскопаны по новому регулярному плану. Каких-либо следов крепости не сохранилось. В настоящее время на территории бывшего кремля находится Старый собор Казанской Божьей Матери, построенный в 1768—1771 годах. Остальная часть занята жилой и торговой застройкой.